# Likskäret
Likskäret este o arie protejată (arie specială de conservare — SAC, sit de importanță comunitară — SCI) din Suedia întinsă pe o suprafață de 186,6 ha, integral pe uscat.

## Localizare
Centrul sitului Likskäret este situat la coordonatele 65°31′07″N 22°22′33″E / 65.5186°N 22.3759°E.

## Înființare
Situl Likskäret a fost declarat sit de importanță comunitară în iulie 2000 pentru a proteja un număr necunoscut de specii din flora spontană și fauna sălbatică aflate în arealul zonei. Situl a fost protejat și ca arie specială de conservare în martie 2011.

## Biodiversitate
Situată în ecoregiunile boreală și marină baltică, aria protejată conține 9 habitate naturale: Taiga vestică, Păduri naturale în etape succesive primare ale suprafețelor emergente de coastă, Litoraluri nisipoase din Baltica boreală cu vegetație perenă, Bancuri de nisip acoperite în permanență slab de apă marină, Pășuni de coastă din Baltica boreală, Terase mlăștinoase și terase nisipoase neacoperite de apă la reflux, Recifuri, Dune împădurite din regiunile atlantică, continentală și boreală, Mlaștini turboase de tranziție și turbării mișcătoare.
La baza desemnării sitului se află un număr nedeclarat de specii protejate.